# تشارلز غريفين
تشارلز غريفين (بالإنجليزية: Charles Griffin)‏ هو ضابط أمريكي، ولد في 18 ديسمبر 1825 في غرانفيل في الولايات المتحدة، وتوفي في 15 سبتمبر 1867 في غالفستون في الولايات المتحدة بسبب حمى صفراء.